# Keijicythere
Keijicythere is een geslacht van uitgestorven kreeftachtigen uit de klasse van de Ostracoda (mosselkreeftjes).

## Soorten
- Keijicythere buekkensis Kozur, 1985 †
- Keijicythere transita Kozur, 1985 †